# Emoia parkeri
Emoia parkeri är en ödleart som beskrevs av  Walter Varian Brown PERNETTA och WATLING 1980. Emoia parkeri ingår i släktet Emoia och familjen skinkar. Inga underarter finns listade i Catalogue of Life.